# 高幡 (日野市)
高幡（たかはた）は、東京都日野市の町名。現行行政地名は地番整理未実施で存在する。

## 地理
日野市の南西部に位置する。
東から時計回りで、日野市三沢、日野市南平、日野市上田、日野市万願寺、日野市新井、に隣接する。

### 河川
- 浅川 ｰｰｰ 街区北側に存在。
- 程久保川

### 地価
住宅地の地価は、2024年（令和6年）7月1日の地価調査によれば、高幡1015番17の地点で28万5000円/m2となっている。

## 世帯数と人口
2025年（令和7年）8月1日現在（日野市発表）の世帯数と人口は以下の通りである。
- 世帯数 : 2,382世帯
- 人口 : 4,307人

### 人口の変遷
国勢調査による人口の推移。
| 年                 | 人口  |
| ------------------ | ----- |
| 1995年（平成7年）  | 2,562 |
| 2000年（平成12年） | 3,414 |
| 2005年（平成17年） | 4,661 |
| 2010年（平成22年） | 4,812 |
| 2015年（平成27年） | 5,008 |
| 2020年（令和2年）  | 5,012 |

### 世帯数の変遷
国勢調査による世帯数の推移。
| 年                 | 世帯数 |
| ------------------ | ------ |
| 1995年（平成7年）  | 1,323  |
| 2000年（平成12年） | 1,841  |
| 2005年（平成17年） | 2,402  |
| 2010年（平成22年） | 2,488  |
| 2015年（平成27年） | 2,688  |
| 2020年（令和2年）  | 2,724  |

## 学区
市立小・中学校に通う場合、学区は以下の通りとなる（2023年10月時点）。
- 区域 : 全域
  - 小学校 : 日野市立潤徳小学校
  - 中学校 : 日野市立三沢中学校

## 交通

### 鉄道
| 街区内に存在する駅                                                  |
| ------------------------------------------------------------------- |
| 京王線 京王動物園線 多摩都市モノレール線 - 高幡不動駅(KO 29)(TT 07) |

### 道路
- 中央自動車道
- 東京都道41号稲城日野線
- 神奈川県道・東京都道503号相模原立川線

## 事業所
2021年（令和3年）現在の経済センサス調査による事業所数と従業員数は以下の通りである。
- 事業所数 : 360事業所
- 従業員数 : 3,905人

### 事業者数の変遷
経済センサスによる事業所数の推移。
| 年                 | 事業者数 |
| ------------------ | -------- |
| 2016年（平成28年） | 365      |
| 2021年（令和3年）  | 360      |

### 従業員数の変遷
経済センサスによる従業員数の推移。
| 年                 | 従業員数 |
| ------------------ | -------- |
| 2016年（平成28年） | 4,044    |
| 2021年（令和3年）  | 3,905    |

## 施設

### 高幡
- 高幡山金剛寺（高幡不動尊）
- 日野市立高幡図書館
- 東京消防庁日野消防署高幡出張所
- 日野高幡郵便局

## その他

### 日本郵便
- 郵便番号 : 191-0031[3]（集配局 : 日野郵便局[15]）。